# I Want It That Way
"I Want It That way" é uma canção do grupo estadunidense Backstreet Boys, lançada em 12 de abril de 1999, como o primeiro single de seu terceiro álbum de estúdio Millennium (1999). É composta por Max Martin e Andreas Carlsson, e produzida pelo primeiro juntamente com Kristian Lundin. "I Want It That Way" é uma canção pop com elementos de balada, que descreve liricamente sobre um relacionamento tenso por questões relacionadas a uma distância física e/ou emocional.
"I Want It That Way" recebeu análises predominantemente positivas dos críticos de música, com grande parte deles, elogiando seu sentimento cativante, além disso, a mesma foi considerada a balada pop do ano. A canção foi indicada a três prêmios no Grammy Awards, incluindo de Song of the Year e Record of the Year, além de ser incluída em listas realizadas pela Blender, MTV, Rolling Stone e VH1. Considerada sua canção de assinatura, a mesma obteve êxito comercial alcançando a primeira posição nas paradas musicais de mais de 25 países. Nos Estados unidos, atingiu seu pico de número seis na Billboard Hot 100 durante oito semanas não consecutivas, enquanto liderou as paradas Adult Contemporary e Top 40 Mainstream.
Seu vídeo musical correspondente foi dirigido por Wayne Isham, e apresenta o grupo interagindo com seus fãs e em cenas executando coreografia. O vídeo foi parodiado diversas vezes por artistas que incluem Blink 182, Big Time Rush e The Wanted. A produção recebeu quatro indicações ao MTV Video Music Awards em 2000, vencendo a categoria Viewer's Choice. A canção recebeu ainda diversas regravações e foi parodiada por uma série de artistas, incluindo outros grupos masculinos como JLS e One Direction.

## Antecedentes e gravação
Após o êxito de seu dois primeiros álbuns de estúdio, Backstreet Boys (1996) e Backstreet's Back (1997), o grupo iniciou as gravações de seu terceiro álbum durante o ano de 1998 que se estendeu até 1999. Em novembro de 1998, os membros do Backstreet Boys foram a cidade de Estocolmo na Suécia a fim de realizar uma sessão de gravação de duas semanas. Lá foram apresentados a versão demo de "I Want It That Way", que consistia apenas de seu refrão principal. Os vocais para a canção foram feitos em dois dias e grupo deixou a Suécia em 16 de novembro.
A fim de seguir a fórmula similar de seus dois álbuns anteriores, onde seus respectivos singles principais, foram de canções animadas, a canção "Larger Than Life", foi produzida originalmente para tornar-se o single principal do álbum. Entretanto, após o grupo ouvir a versão final de "I Want It That Way", o quinteto decidiu seguir em uma direção mais madura com uma faixa de tempo mediano, e dessa forma, decidiu utilizar-la como seu single principal. Os executivos da Zomba Recording, tiveram de ser convencidos a aprovar a canção como seu primeiro single, pois segundo eles, os fãs poderiam "ser alienados" com uma faixa de tempo mediano com um significado lirico vago. Em março de 1999, informações de imprensa em forma de trechos da canção, foram autorizados a serem lançados as rádios, como forma de preceder o lançamento de "I Want It That Way" no mês seguinte.

## Composição
Composta por Andreas Carlsson e Max Martin, e produzida por Martin e Kristian Lundin, "I Want It That Way" possui um ritmo moderado de 100 batidas por minuto. É escrita na tonalidade de Lá maior e em aproximadamente dois minutos e 25 segundos, se modula para Si maior. Os vocais do quinteto vão de E4 a B5. A canção é uma balada pop de tempo mediano, onde o grupo utiliza-se de expressões de afeto romântico como seu tema lirico. O riff arpejo de violão acústico, que forma a introdução da canção e se reitera ao longo de seus versos, foi produzida no fim das sessões de gravação e segundo Carlsson, foi inspirado no single "Nothing Else Matters" da banda Metallica.

## Recepção

### Recepção da crítica
"I Want It That Way" recebeu análises positivadas da maioria dos críticos de música. Stephen Thomas Erlewine do website AllMusic escolheu a canção como um dos destaques do álbum Millennium, chamando-a de uma "música contagiante que será suficiente para satisfazer qualquer um que anseie por mais e mais". Enquanto revisava sua compilação, The Hits: Chapter One (2001), Erlewine assegurou que a canção "transcendia sua era", chamando-a de "adorável música pop". Jim Farber, da revista Entertainment Weekly, escreveu que a faixa "é a balada chiclete do ano. É tão agradável que não importa que as vozes do grupo sejam o equivalente sonoro a um leite quente".

### Reconhecimento
"I Want It That Way" tornou-se uma das canções de assinatura do Backstreet Boys e uma das canções mais elogiadas do grupo. A Rolling Stone listou o grupo em número um em sua pesquisa sobre as melhores boy bands de todos os tempos, destacando que "o quinteto teve diversos sucessos, mas seu grande sucesso de 1999, 'I Want It That Way', transcende ao gênero do clássico". Enquanto classificou as dez maiores boy bands dos anos de 1987 a 2012, a Billboard posicionou o grupo em número dois, considerando que "eles conquistaram seis Hot 100, com canções adoráveis no topo como 'I Want It That Way' e 'Quit Playing Games (with My Heart)'. Adicionalmente, "I Want It That Way" atingiu a segunda colocação da lista da revista Complex referente as trinta melhores canções de boy bands.
A canção também foi listada no topo de diversas listas relacionadas as melhores canções do grupo. Bill Lamb, da About.com, classificou "I Want that Way" no topo de sua lista, dizendo que "mesmo que os detratores do Backstreet Boys às vezes admitam que esse single é uma linda balada pop. As habilidades de canto do quinteto muitas vezes os diferenciam dos pretendentes ao trono de boy band". Emily Exton, do canal VH1, escolheu-a como a melhor canção do Backstreet Boys, escrevendo que "não são necessárias semanas de telefonemas para Carson Daly para saber que esse grande sucesso de 1999 é a balada pop moderna por excelência, impulsionando o gênero e o estado da boyband no século XXI". Danielle Sweeney do TheCelebrityCafe.com também listou "I Want It That Way" em número um, chamando-a de "possivelmente a maior música pop de todos os tempos. Se não, é pelo menos é a melhor música do BSB de todos os tempos". A canção se classificou em décimo lugar, em uma lista elaborada pela MTV e a Rolling Stone, referente as cem melhores canções pop de todos os tempos em 2000. O VH1 a listou em número três em sua lista sobre as cem melhores canções dos anos 90 e em 2003, a posicionou no número 61, na lista sobre as cem melhores canções dos últimos 25 anos. A revista Blender a inseriu na posição de número dezesseis em sua lista sobre as quinhentas melhores canções desde que o público nasceu e em 2017, Dave Fawbert, da revista britânica ShortList, a classificou como contendo uma das maiores mudanças na história da música.

### Prêmios e indicações
"I Want It That Way" recebeu três indicações ao Grammy Awards de 2000, que incluíram Best Pop Performance by a Duo or Group with Vocals, perdendo para "Maria Maria", de Santana com The Product G&B, além de Record of the Year e Song of the Year, perdendo ambos para "Smooth", também de Santana com Rob Thomas. A canção foi votada como o melhor single de uma boyband dos últimos quinze anos em 2013 pelo Amazepop, superando canções de grupos como "Keep On Movin'" do Five e "Flying Without Wings" do Westlife.
| Ano  | Premiação                  | Categoria                                          | Resultado |
| ---- | -------------------------- | -------------------------------------------------- | --------- |
| 1999 | ALMA Awards                | The Ten Outstanding Music Video Performers         | Venceu    |
| 1999 | BMI Pop Awards             | 50 Most Performed Songs                            | Venceu    |
| 1999 | Mnet Korean Music Festival | Best International Artist                          | Indicado  |
| 1999 | MTV Video Music Awards     | Vídeo do Ano                                       | Indicado  |
| 1999 | MTV Video Music Awards     | Melhor Vídeo de Pop                                | Indicado  |
| 1999 | MTV Video Music Awards     | Melhor Vídeo de Grupo                              | Indicado  |
| 1999 | MTV Video Music Awards     | Viewer's Choice                                    | Venceu    |
| 1999 | MTV Europe Music Awards    | Best Song                                          | Indicado  |
| 1999 | MuchMusic Video Awards     | People's Choice Favorite International Group       | Venceu    |
| 2000 | Grammy Awards              | Song of the Year                                   | Indicado  |
| 2000 | Grammy Awards              | Record of the Year                                 | Indicado  |
| 2000 | Grammy Awards              | Best Pop Performance by a Duo or Group with Vocals | Indicado  |
| 2013 | Amazepop                   | Best Boy-Band Single                               | Venceu    |

## Vídeo musical
O vídeo musical, dirigido por Wayne Isham, possui suas cenas principais gravadas no Aeroporto Internacional de Los Angeles, localizado na Califórnia. O mesmo possuí cenas do Backstreet Boys dentro do Terminal Internacional Tom Bradley, enquanto os membros do grupo, são vistos cantando e dançando nas cenas equivalentes ao refrão da canção. Durante o vídeo, o grupo é recebido por uma multidão de fãs que portam cartazes e flores, enquanto se prepara para embarcar em seu avião, um Boeing 727. Estas cenas juntamente com as que envolvem o referido avião, foram filmadas em um dos hangares do aeroporto.
O vídeo musical apresenta ainda transições de cenas com efeitos especiais. Incluindo um efeito de zoom de alta velocidade, que faz parecer que o primeiro plano não mudou para uma nova cena, enquanto o fundo aparece e desaparece em tons de branco, além de alternar entre diferentes velocidades de filmagem durante as cenas. Adicionalmente, cenas do grupo vestido de branco executando a coreografia da canção, foram em grande parte retiradas da produção final, embora ainda apareçam durante o segundo refrão, pois constatou-se que uma sequência de dança não se encaixaria com a canção. Após seu lançamento, o mesmo atingiu rápida popularidade. Ele foi parodiado posteriormente pela banda Blink-182 em seu vídeo musical para a canção "All the Small Things". Além disso, atingiu a posição de número 35 na lista dos cem melhores vídeos do canal de televisão canadense Muchmusic e se classificou em terceiro lugar na lista referente aos dez vídeos musicais mais icônicos de todos os tempos, realizado pelo programa TRL da MTV estadunidense.

## Faixas e formatos
| CD single |                           |         |  |
| N.º       | Título                    | Duração |  |
| 1.        | "I Want It That Way"      | 3:34    |  |
| 2.        | "My Heart Stays with You" | 3:37    |  |
| 3.        | "I'll Be There for You"   | 4:43    |  |

| CD single The Remixes (Limited edition) |                                                   |         |  |
| N.º                                     | Título                                            | Duração |  |
| 1.                                      | "I Want It That Way (Album Version)"              | 3:34    |  |
| 2.                                      | "I Want It That Way (David Morales Club Version)" | 7:21    |  |
| 3.                                      | "I Want It That Way (The Wunder Dub)"             | 6:50    |  |
| 4.                                      | "I Want It That Way (Jazzy Jim Vocal Mix)"        | 3:42    |  |

## Créditos e pessoal
Todo o processo de elaboração de "I Want It That Way" atribui os seguintes créditos:
- Backstreet Boys – vocais
- Max Martin & Kristian Lundin – produção e mixagem
- Esbjörn Öhrwall – violão
- Kyla Perlmutter – violão
- Tomas Lindberg – baixo

## Desempenho nas paradas musicais
| Paradas (1999–2001)                                     | Melhor posição |
| ------------------------------------------------------- | -------------- |
| Austrália (ARIA)                                        | 2              |
| Áustria (Ö3 Austria Top 75)                             | 1              |
| Bélgica (Ultratop 50 de Flandres)                       | 4              |
| Bélgica (Ultratop 50 da Valônia)                        | 7              |
| Canadá Top Singles (RPM)                                | 2              |
| Canadá (Nielsen SoundScan)                              | 1              |
| União Europeia European Hot 100 (Billboard)             | 1              |
| Finlândia (Suomen virallinen lista)                     | 4              |
| França (SNEP)                                           | 20             |
| O campo songid é OBRIGATÓRIO PARA PARADA ALEMÃ          | 1              |
| Irlanda (IRMA)                                          | 3              |
| Itália (Hit Parade Italia)                              | 1              |
| Países Baixos (Dutch Top 40)                            | 1              |
| Países Baixos (Single Top 100)                          | 1              |
| Nova Zelândia (Recorded Music NZ)                       | 1              |
| Noruega (VG-lista)                                      | 1              |
| Escócia (Scottish Singles Chart)                        | 1              |
| Espanha (PROMUSICAE)                                    | 1              |
| Suécia (Sverigetopplistan)                              | 2              |
| Suíça (Schweizer Hitparade)                             | 1              |
| Reino Unido (UK Singles Chart)                          | 1              |
| Estados Unidos (Billboard Hot 100)                      | 6              |
| Estados Unidos (Billboard Adult Contemporary)           | 1              |
| Estados Unidos (Billboard Adult Top 40)                 | 11             |
| Estados Unidos (Billboard Mainstream Top 40)            | 1              |
| Estados Unidos Mainstream Top 40 Recurrents (Billboard) | 1              |
| Estados Unidos (Billboard Rhythmic)                     | 5              |
| Estados Unidos Top 40 Tracks (Billboard)                | 1              |

| Paradas (1999)                   | Melhor posição |
| -------------------------------- | -------------- |
| Australian Singles Chart         | 25             |
| Austrian Singles Chart           | 19             |
| Belgian (Flanders) Singles Chart | 33             |
| Belgian (Wallonia) Singles Chart | 35             |
| Canadian RPM Singles Chart       | 3              |
| Dutch Singles Chart              | 14             |
| Eurochart Hot 100                | 14             |
| Germany (Official German Charts) | 14             |
| Italian Singles Chart            | 13             |
| New Zealand (Recorded Music NZ)  | 17             |
| Swiss Singles Chart              | 7              |
| Billboard Hot 100                | 15             |

| País          | Provedor | Certificação | Vendas  |
| ------------- | -------- | ------------ | ------- |
| Austrália     | ARIA     | Platina      | 70,000  |
| Áustria       | IFPI     | Ouro         | 25,000  |
| Bélgica       | BEA      | Platina      | 50,000  |
| Dinamarca     | IFPI     | Platina      | 90,000  |
| Alemanha      | BVMI     | Platina      | 500,000 |
| Japão         | RIAJ     | 2× Platina   | 200,000 |
| Nova Zelândia | RIANZ    | Platina      | 15,000  |
| Suíça         | IFPI     | Ouro         | 25,000  |
| Reino Unido   | BPI      | Platina      | 600,000 |